# Puerto de Trieste
El Puerto de Trieste (en italiano: Porto di Trieste) es un puerto en el norte del mar Adriático en  Trieste, Italia. Se subdivide en 5 áreas libres diferentes, 3 de las cuales se han dedicado a las actividades comerciales. Las dos restantes, la Zona Libre de minerales y el "Canale di Zaule", se utilizan para las actividades industriales. El puerto se articula en varios terminales, gestionados por empresas privadas. En el período comprendido entre el comienzo de 1700 y 1850, Trieste fue principalmente un emporio y se le dio el estatus de puerto franco bajo Carlos VI, emperador sacro romano en 1719.
El año 1868 marca el comienzo de Trieste como puerto comercial cuyas infraestructuras se iban a desarrollar en cuatro periodos diferentes.
Hoy en día el puerto es el primero en Italia y está teniendo un gran crecimiento tanto en términos de contenedores, petróleo, carga a granel y los pasajeros. De hecho, en 2015, el puerto será internado a 34 veces la Costa Mediterránea (Costa Cruceros) y una vez en el Queen Victoria (Cunard Cruise Line). También será el escenario para la Queen Victoria (Cunard) Seven Seas Mariner (Regent) y 6 veces Thomson Celebration (Thomson Cruises).